# Richard Levins
Richard "Dick" Levins (Nova Iorque, 1 de junho de 1930 – Cambridge, 19 de janeiro de 2016) foi um geneticista e ecologista matemático, professor universitário na Harvard School of Public Health, e ativista político. Foi reconhecido por seu trabalho sobre a evolução em ambientes em transformação e introdutor do conceito de metapopulações. Os estudos de Levins são extremamente difíceis e condensados. Isto, combinado com seu Marxismo, tornou suas análises menos conhecidas do que as de alguns outros ecologistas e evolucionistas adeptos da popularização do conhecimento. Uma das muitas histórias dos anos em Chicago é a de que os alunos de pós-graduação tinham que frequentar cursos de Levins três vezes: a primeira vez, para se adaptarem à velocidade de seu raciocínio e à dificuldade de sua matemática; a segunda, para obterem as ideias básicas; e a terceira para pegarem as sutilezas e profundidade de suas explanações.[carece de fontes?]
Levins também escreveu sobre questões filosóficas em biologia e modelagem científica. Um de seus artigos influentes é "The Strategy of Model Building in Population Biology" (A Estratégia da Construção de Modelos em Biologia da População"). Ele tem influenciado um grande número de filósofos contemporâneos da biologia. Levins era Marxista, e tem dito que a metodologia em seu ‘Evolution in Changing Environments” ( Evolução em Ambientes em Transformação) é baseada na introdução do Grundrisse, de Marx, um rascunho incompleto de ‘Das Kapital’. Com o geneticista evolucionista Richard Lewontin, Levins tem escrito uma série de artigos sobre metodologia, filosofia e implicações sociais da biologia. Muitos deles estão coletados em ‘The Dialectical Biologist’ (O Biólogo Dialético). Em 2007, a dupla publicou uma segunda coleção temática de ensaios intitulados  “Biology Under the Influence: Dialectical Essays on Ecology, Agriculture, and Health” (Biologia sob a influência: ensaios dialéticos sobre Ecologia, Agricultura e Saúde).
Também com Lewontin, Levins foi co-autor de vários artigos satíricos criticando a sociobiologia, a modelagem por sistemas (systems modeling) na ecologia, e outros temas sob o pseudônimo Isadore Nabi. Levins e Lewontin conseguiram colocar uma biografia ridícula de Nabi e seus feitos no American Men of Science, demonstrando assim, quão pouco cuidado editorial e trabalho de verificação dos fatos acontece nesta referência tão respeitada.

## Biografia
Richard Levins nasceu no Brooklyn, em Nova Iorque, em 1º de Junho de 1930, em família de  origem judaica ucraniana. Ele registrou reminiscências de sua infância política e cientificamente precoce em um artigo publicado no livro ‘Red Diapers’ (Fraldas vermelhas). Aos 10 anos, Levins foi seduzido pelos ensaios do biólogo e polimata Marxista J.B.S. Haldane, a quem Levins considera igual a  Albert Einstein em importância científica.
Levins estudou agricultura e matemática na Universidade de Cornell. Ele se casou com a escritora porto-riquenha Rosario Morales em 1950. Colocado na lista negra em seu curso de graduação, em Cornell, ele e Rosario mudaram-se para Porto Rico onde trabalharam em agricultura e na organização de movimentos rurais. . Eles voltaram para Nova Iorque em 1956, onde ele obteve seu doutorado na Universidade de Columbia, em 1965. Levins ensinou na Universidade de Porto Rico entre 1961-1967 e era membro proeminente do movimento pela independência de Porto Rico. Visitou Cuba pela primeira vez em 1964, iniciando uma colaboração científica e política ao longo da vida com os biólogos cubanos. Sua participação ativa nos movimento pela independência e antiguerra em Porto Rico levaram sua posse a ser negada na Universidade de Porto Rico. Então, em 1967, ele, Rosário e os seus três filhos -  Aurora, Ricardo, and Alejandro -  mudaram-se para Chicago, onde ele lecionou na Universidade de Chicago e constantemente interagia com Lewontin. Juntos, mais tarde mudaram-se para Harvard com o patrocínio de E. O. Wilson, com quem teve posteriores disputas sobre a sociobiologia. Levins foi eleito membro da US National Academy of Sciences (Academia Nacional de Ciências dos EUA), mas demitiu-se porque a Academia tinha entre suas funções assessorar as forças armadas dos EUA.
Levins é John Rock Professor of Population Sciences  (Ciências Populacionais) e Chefe do Programa de Ecologia Humana da Harvard School of Public Health (Escola de Saúde Pública de Harvard). Ele tem sido membro dos partidos comunistas dos EUA e de Porto Rico, do Movimento Pró-Independência1 de Porto Rico e do Partido Socialista de Porto Rico, e estava em uma lista de vigilância do FBI. Durante as duas últimas décadas, Levins tem-se concentrado na aplicação da ecologia à agricultura, particularmente nas nações economicamente menos desenvolvidos do planeta.

## Evolução em ambientes em transformação
Antes do trabalho de Levins, a genética populacional assumira que o ambiente era constante, enquanto a ecologia matemática assumira que a composição genética das espécies envolvidas eram constantes. Levins modelou a situação na qual a evolução está ocorrendo enquanto o ambiente muda. Uma das consequências surpreendentes de seu modelo é que a seleção não precisa maximizar a adaptação, e espécies podem se auto-selecionar para a extinção. Ele encapsulou seus primeiros grandes resultados na obra “Evolution in Changing Environments” (Evolução em ambientes em transformação), um livro baseado em palestras proferidas em Cuba na década de 1960. Levins fez uso extensivo da matemática, alguns dos quais ele mesmo inventou embora tivessem sido previamente desenvolvidos em outras áreas da matemática pura ou da economia, sem seu conhecimento.  Por exemplo, Levins fez amplo uso  da teoria de conjuntos convexos para grupos adaptativos (que se assemelha às formulações econômicas de J.R. Hicks) e estendeu a análise de caminho (path analysis) de Sewall Wright para a análise dos ciclos de retroalimentação causais.

## Teoria de metapopulação
O termo metapopulação foi cunhado por Levins em 1969 para descrever uma "população de populações". As populações habitam uma paisagem com manchas de habitats adequados, cada um capaz de abrigar uma sub-população local. As populações locais podem se extinguir e haver posteriormente recolonização por imigração a partir de outra mancha. O destino de um tal sistema de populações locais (isto é, a metapopulação) depende do balanço entre extinções e colonizações. Levins introduziu um modelo que consiste em uma única equação diferencial, hoje em dia conhecido como o modelo de Levins, para descrever a dinâmica de ocupação média das manchas (the dynamics of average patch occupancy) em tais sistemas. A Teoria da Metapopulação desde então tornou-se uma importante área da ecologia espacial, com aplicações em biologia da conservação, manejo de populações e controle de pragas.

## Prêmios
- Edinburgh Medal in Science and Society[6]
- Lukács 21st Century Award (por suas contribuições matemáticas na ecologia))
- Numerosos prêmios em Porto Rico e Cuba (por contribuições relacionadas à ecologia e agricultura. Recentemente, a medalha do 30º aniversário da Cuban Academy of Sciences)[7]
- Robert Wood Johnson Foundation 'Investigator Awards in Health Policy Research', 1995[8]
- Título honorário de doutor pela Universidade de Havana (Honorary Doctorate in Environmental Science from the University of Havana[9][10])
- Título honroso de Master of Philosophy in Human Ecology de College of the Atlantic[11]
- American Public Health Association's 2007 Milton Terris Global Health Award: Lecture: "One Foot in, One Foot out"[12]
- "The Truth is the Whole" 85th Birthday Celebration at Harvard School of Public Health, Boston, Maio 21-23, 2015.